# Sicyopterus pugnans
Sicyopterus pugnans är en fiskart som först beskrevs av Ogilvie-grant, 1884.  Sicyopterus pugnans ingår i släktet Sicyopterus och familjen smörbultsfiskar. IUCN kategoriserar arten globalt som livskraftig. Inga underarter finns listade i Catalogue of Life.